# باري كوبر (متحدث تحفيزي)
باري كوبر (بالإنجليزية: Barry Cooper)‏ هو متحدث تحفيزي أمريكي، ولد في 21 مايو 1969.